# Lê Hữu Lộc
Lê Hữu Lộc (sinh năm 1954) là một chính khách người Việt Nam. Ông từng là Phó Bí thư Tỉnh ủy, Chủ tịch Ủy ban nhân dân tỉnh Bình Định.

## Tiểu sử
Ông Lê Hữu Lộc sinh ngày 16 tháng 10 năm 1954 tại xã Nhơn Hạnh, huyện An Nhơn, tỉnh Bình Định.

## Giáo dục
Ông đã tốt nghiệp Cử nhân Kinh tế và Cao cấp lí luận chính trị.

## Sự nghiệp
Ngày 9 tháng 12 năm 2010, tại Kỳ họp thứ 18 Hội đồng nhân dân tỉnh Bình Định khóa X, đã bầu ông Lê Hữu Lộc, Phó Bí thư Tỉnh ủy, Phó Chủ tịch thường trực UBND tỉnh, làm Chủ tịch Ủy ban nhân dân tỉnh nhiệm kỳ 2004-2011, thay cho ông Nguyễn Văn Thiện đã được bầu làm Bí thư Tỉnh ủy Bình Định.